# Emil Heinrich Taube
Emil Heinrich Taube (* 15. Dezember 1819 in Liebenwerda; † 15. Dezember 1892 in Danzig) war ein deutscher lutherischer Theologe und Schriftsteller.

## Leben
Emil Heinrich Taube wurde 1819 in Liebenwerda in der Elbe-Elster-Region geboren und besuchte in Zeitz das Gymnasium. In Halle studierte er Theologie. In Halle war er Amanuensis des hier wirkenden Theologen August Tholuck, der an der Universität Halle lehrte.
Im Jahre 1844 wurde Taube zunächst Hilfsprediger in Giebichenstein und ein Jahr später dann als Pfarradjunkt im uckermärkischen Güstow ordiniert. Von 1849 bis 1864 war er schließlich Pfarrer in Unterbarmen und  wurde Superintendent der Diözese Elberfeld-Barmen. Des Weiteren war er hier Regierungsrat. Ab 1864 war er Oberpfarrer und Superintendent in Bromberg, ab 1883 dann erster Generalsuperintendent der neugeschaffenen Kirchenprovinz Westpreußen. Aufgrund seines Amtes wohnte er zunächst in Königsberg, zog später aber nach Danzig. Hier starb er 1892 an seinem 73. Geburtstag an den Folgen eines Schlaganfalls.

## Werke (Auswahl)
- Drei und vierzig Predigten über fortlaufende Texte des 1. Buches Mose ..., 1858 (2., verb. u. verm. Aufl. 1888);
- Kurze Auslegung der fünfundzwanzig Psalmen als Versuch einer practischen Erklärung der Psalmen zur Anregung und Förderung der Schrifterkenntniß, 1858 (2., neubearb. Aufl. 1880; 4., durchges. Aufl. 1892);
- Kurze Auslegung der zweiten fünfundzwanzig Psalmen ..., 1859 (2., neubearb. Aufl. 1880; 4., durchges. Aufl. 1892);
- Über die Temperamente und ihren Einfluß auf die religiös-sittliche Entwickelung des Menschen. Eine Vorlesung, 1860;
- Kurze Auslegung der dritten fünfundzwanzig Psalmen ..., 1860 (4., durchges. Aufl. 1892);
- Kurze Auslegung der vierten fünfundzwanzig Psalmen ..., 1864 (4., durchges. Aufl. 1892);
- Das Wort des Herrn an christliche Eheleute, Eltern und Dienstboten, 1867;
- Kurze Auslegung der fünften fünfundzwanzig Psalmen ..., 1868 (4., durchges. Aufl. 1892);
- Kurze Auslegung der letzten fünfundzwanzig Psalmen ..., 1869 (4., durchges. Aufl. 1892);
- „Gottes Brünnlein hat Wassers die Fülle!“ Predigten über freie Texte ..., 1872;
- Passions- und Osterpredigten, 1873; Ein Kirchenjahr in Predigten. Aus seinem Nachlaß, 1894;
- Die Ehre Gottes. Auslegung von Psalm 12, 46 u. 130 (durchges. u. neu hg. G. Helbig) 1938.